# Уилям Калдер
Д-р Уилям Александър Калдер III (на английски: William Alexander Calder III) е американски орнитолог и зоолог, професор по екология и еволюционна биология, признат експерт по птиците от семейство Колиброви (Trochilidae). Роден е на 2 септември 1934 г. в Кеймбридж, Масачузетс. Почива неочаквано на 23 април 2002 г. на възраст 67 г. от остра форма на левкемия.

## Ранни години
Интересът на Уилям Калдер към птиците се заражда при участието му в екскурзии спонсорирани от Одюбон обществото на Атланта, Джорджия, когато е на 16 години. След две години на обучение в Университета Еймори и лета, прекарани като „димен скачач“ към базата на пожарникарите-парашутисти на Горското стопанство на САЩ в Монтана, Калдер завършва бакалавърска степен по зоология в Университета на Джорджия през 1955 година. След завършването си започва работа като пилот на двумоторен хидроплан към Бреговата охрана на САЩ. Там, действащ като морски патрул, той участва в спасително-издирвателни операции свързани с рибите и дивите животни на територията на Флорида, Тексас и Вашингтон.
През 1963 г. Уилям Калдер продължава образованието си в Държавния университет във Вашингтон, където под ръководството на доц. Джеймс Кинг изучава метаболизма на зеброва амадина (Taeniopygia guttata). През 1966 г. защитава докторска дисертация при проф. Кнут Шмит-Нилсен в Университета Дюк с предмет – метаболизма на голямата земна кукувица. Същевременно летата си прекарва като сезонен естественик в Националния парк „Гранд Титон“ и като рейнджър-естественик в Националния парк „Глетчер“. Именно по време на работата си в парка „Гранд Титон“ Калдер разглежда и изучава гнездата на колибрито от вида калиопа (Stellula calliope), от където впоследствие се заражда интереса му към представителите на семейство Колиброви (Trochilidae).

## Кариера
Професионална кариера на д-р Калдер започва с назначаването му като преподавател в Политехническия университет във Вирджиния. През 1969 г. започва работа в Университета на Аризона в Тусон, а през 1974 г. става професор в Катедрата по екология и еволюционна биология. От 1961 г. членува в Американския съюз по орнитология, където през 1974 г., заради своя по съществен принос към орнитологията и съюза, става избираем член, а през 1988 и научен сътрудник. По това време се издават и първите му публикации, засягащи предимно водния баланс, дишането и активността на птиците. Той публикува и два доклада посветени на голяма водна земеровка.
През 1971 г. д-р Калдер прекара първото от многото си лета в „Rocky Mountain Biological Laboratory“ – биологична лаборатория, намираща се на територията на Скалистите планини, в близост до планината Готик, щата Колорадо. Там той изследва физиологичните проблеми на птиците с малки размери, особено тези при колибри. От този момент нататък започват проучванията му в областта на колибри, по-специално документирането на физиологията, екологията и поведението му. Негови проучвания свързани предимно с колибри са публикувани в различни книги, като например „Perspectives of biophysical ecology“ (на български: „Перспективи на биофизичната екология“) (1975) и „Perspectives in ornithology“ (на български: „Перспективи пред орнитологията“) (1983). Той публикува данни от наблюденията си над колибри от вида Selasphorus platycercus, Stellula calliope и Selasphorus rufus. Пише статии за популярни списания като: „Scientific American“, „Natural History“, „Wild Bird“ и други. Често участва като консултант в телевизионни продукции посветени на птиците.
В периода 1976 – 1977 г. заминава за Нова Зеландия, където изучава физиологията на киви. Интересът му към малките бозайници, малките птици и големите яйца (както при киви) поражда редица изводи за връзката между размера и функциите на организма, които описва на страниците на своята книга „Size, function, and life history“ (на български: „Размер, функция и жизнен цикъл“) (1984).
Освен с изследвания и публикации, д-р Калдер се занимава и с обучение на специализанти и студенти. В стремежа си да научи своите възпитаници на самостоятелност в разсъжденията, той излиза извън установените норми на преподаване, превръщайки науката в интересна и забавна материя. Д-р Калдер съдейства за отпускането на стипендии и самостоятелно финансира обучението на американски и мексикански студенти, интересуващи се от наука.

## Личен живот
Партньор в живота и работата на Уилям Калдер, в продължение на 47 г. е неговата съпруга Лорийн. Дъщеря му Сюзън и сина му Бил също се занимават с опазване на околната среда. Любител на спорта, Калдер редовно взема участие в състезания по бягане за аматьори. Харесва музиката, свири на различни инструменти. За себе си казва, че е живял пълноценно живота си.